# Tomáš Klus
Tomáš Klus (* 15. května 1986 Třinec) je český písničkář, textař, skladatel, herec a bývalý moderní pětibojař.

## Život a kariéra
V roce 2002 získal zlatou medaili v moderním pětiboji (družstva) na dorosteneckém mistrovství Evropy. Kvůli sportu, kterému se věnoval do svých osmnácti let, přesídlil do Prahy. V roce 2007 vyhrál s písní Dopis pěveckou soutěž CzechTalent Zlín. V roce 2008 mu firma Sony BMG vydala jeho první album Cesta do záhu(d)by. Tentýž rok napsal a nahrál hudbu pro film Anglické jahody a se svým spoluhráčem Jiřím Kučerovským vystupoval jako předskokan skupiny Chinaski na Chinaski Space Tour 2008.
V roce 2009 vydal druhé album Hlavní uzávěr splínu a spolu s ním vyšel i jeho první zpěvník „Já, písničkáŘ“, obsahující písně z prvního a druhého CD.
V září 2012 absolvoval studium herectví na Divadelní fakultě Akademie múzických umění (DAMU). Jako herce jej bylo možno vidět například v seriálu Hop nebo Trop (2004) nebo ve filmu Šejdrem (2008). Roli prince Jakuba si zahrál ve vánoční pohádce Tajemství staré bambitky (2011). Na scéně školního divadla DISK účinkoval ve hrách Malá mořská víla, Kazimír a Karolína, Tartuffe, Markéta Lazarová a Racek. Účinkuje ve hře Deadline v pražském Divadle Ypsilon.

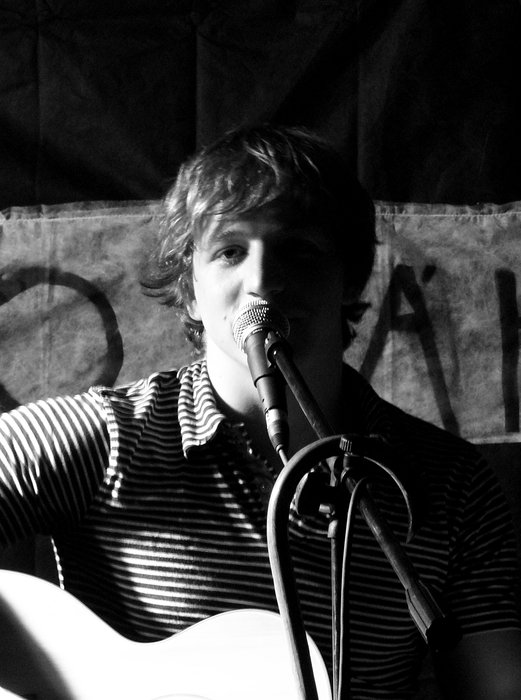
Křest debutového alba, duben 2008

V roce 2010 se stal zpěvákem roku hudebních cen TV stanice Óčko i výročních Andělů. V letech 2011 a 2012 získal stříbrného a zlatého Českého slavíka. Podporuje také charitativní projekty. O Velikonocích roku 2011 odvysílala ČT pořad Klus pro Kuře, kde vystoupil jako moderátor i jako jeden z interpretů. V září 2011 vydal album Racek. Součástí bylo i turné po České republice, které bylo dlouho dopředu vyprodáno, včetně tří koncertů v Praze. Při svých koncertech je schopen udržet pozornost publika běžně i po dobu tří hodin. Podíl na tom mají rovněž hudební aranže i výrazný kytarový doprovod Jiřího Kučerovského.
Navazuje na českou písničkářskou tradici a svou tvorbu a interpretaci neomezuje hudebními žánry. Pro jeho tvorbu je typický důraz na text a melodii, spolu s vlivy předchůdců a jeho vlastním výrazem. Ve svých textech se nebrání komentování situace ve společnosti.
Tomáš Klus vydal další desku Proměnamě a tvrdí, že sám proměnou prošel. Uklidnil se. Může za to spokojený rodinný život, díky němuž nemá potřebu se za čímkoli honit a pro něco se stresovat. Má svou jistotu, kterou tak hledal. Je jí manželka Tamara Kubová, známá finalistka z populární hudební soutěže Hlas Československa, a jejich dcera Josefína. Album bylo v dubnu 2015 na cenách Anděl vyhlášeno jako nejprodávanější album roku 2014. Prodalo se ho přes dvacet tisíc kusů.
V roce 2014 hrál v pohádce Tři bratři v roli nejstaršího syna Jana, který se vydá hledat zakletou princeznu Růženku. Podílel se i na soundtracku k filmu.
Na konci června 2015 pokřtil své nové album, které opět nahrál s uskupením Cílová skupina. Album s názvem Anat život není se zabývá protiválečnými písněmi a bylo vydáno 29. června 2015. Název alba odkazuje na semitskou bohyni války a plodnosti Anat. Singlem byla zvolena píseň „JdeVoZem“.
V roce 2019 daboval Robina Williamse v novém dabingu filmu Dobré ráno, Vietname, v premiéře odvysílaném stanicí Nova Cinema.
V minulosti byla jeho partnerkou herečka Lenka Zahradnická a zpěvačka Ewa Farna. S manželkou Tamarou Klusovou (dívčím jménem Kubová) má dcery Josefínu (* 2013) a Jenovéfu (* 2017) a syna Alfréda (* 2016). Žije v Mníšku pod Brdy, kam se přestěhoval z Prahy.

## Diskografie
Studiová alba
- 2008: Cesta do záhu(d)by
- 2009: Hlavní uzávěr splínu
- 2011: Racek

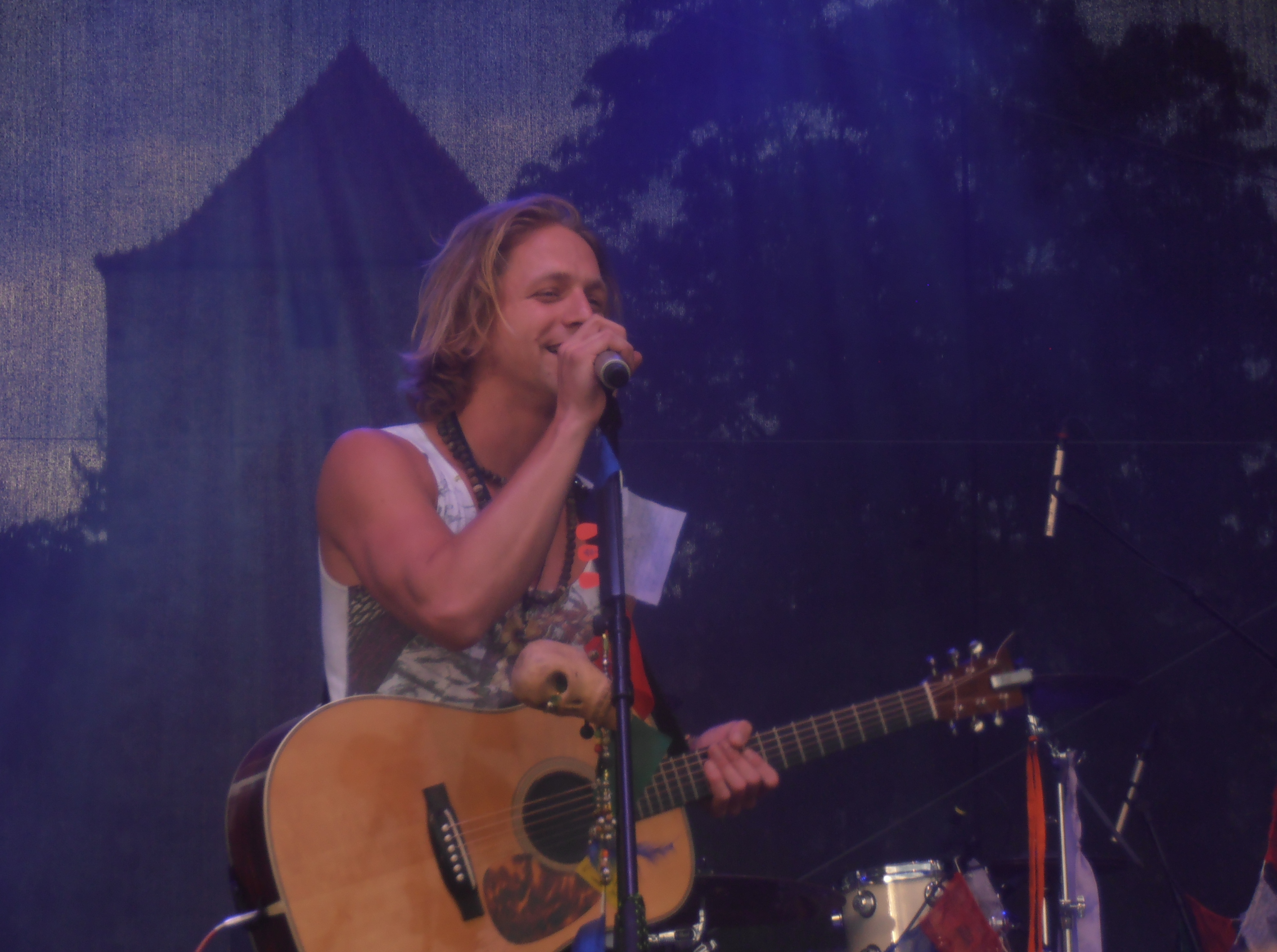
Hrad Veveří, srpen 2014

- 2014: Proměnamě s Jeho cílovou skupinou
- 2015: Anat život není s Jeho cílovou skupinou
- 2018: SpOlu
- 2019: Klusymfonie (Tomáš Klus a Cílová skupina & Janáčkova filharmonie Ostrava)
- 2021: ČauČesku
- 2021: Cítím
- 2024: Tady to máš

## Filmografie
- 2008 Anglické jahody – také autor hudby
- 2009 Veni, vidi, vici
- 2009 Naděje – studentský film
- 2014 Tři bratři
- 2014 Intimity
- 2018 Prezident Blaník
- 2022 Tajemství staré bambitky 2 – král Jakub
- 2022 Přání k narozeninám

### Televize
- 2004 Hop nebo trop – Petr Kvasnička
- 2009 Šejdrem
- 2009 Rytmus v patách
- 2011 Tajemství staré bambitky – princ Jakub
- 2016 Na vodě
- 2021 Hudební film Tomáše Kluse
- 2022 Zoo

### Dabing
- 2019 Dobré ráno, Vietname

## Ocenění

### Hlavní ceny
| Rok  | Nominované dílo             | Cena  | Kategorie                                   | Výsledek  | Výsledek |
| ---- | --------------------------- | ----- | ------------------------------------------- | --------- | -------- |
| 2008 | Cesta do záhu(d)by          | Anděl | - Objev roku                                | nominace  | [ 10 ]   |
| 2009 | Hlavní uzávěr splínu        | Anděl | - Zpěvák roku                               | vítězství | [ 11 ]   |
| 2010 | Umělec jmenovitě            | OSA   | - Nejúspěšnější mladý autor populární hudby | vítězství | [ 12 ]   |
| 2011 | Racek                       | Anděl | - Zpěvák roku                               | vítězství | [ 13 ]   |
| 2011 | Racek                       | Anděl | - Album roku                                | vítězství | [ 13 ]   |
| 2011 | Racek                       | Anděl | - Nejprodávanější deska roku                | vítězství | [ 13 ]   |
| 2011 | Racek                       | Anděl | - Folk & country (žánr)                     | nominace  | [ 14 ]   |
| 2011 | „Nina“                      | Anděl | - Skladba roku                              | nominace  | [ 14 ]   |
| 2011 | „Sibyla“                    | Anděl | - Videoklip roku                            | nominace  | [ 14 ]   |
| 2013 | „Cesta“ se skupinou Kryštof | Anděl | - Videoklip roku                            | nominace  | [ 15 ]   |
| 2013 | „Cesta“ se skupinou Kryštof | Anděl | - Skladba roku                              | vítězství | [ 16 ]   |
| 2014 | Proměnamě                   | Anděl | - Zpěvák roku                               | nominace  | [ 17 ]   |
| 2014 | Proměnamě                   | Anděl | - Nejprodávanější deska roku                | vítězství | [ 3 ]    |

V rámci regionální hudební soutěže mladých zpěváků CzechTalent Zlín, obdržel v r. 2007 jak hlavní cenu festivalu, tak i cenu diváků.

### Ankety popularity
Kategorie – Zpěvák
| Rok  | Výsledek | Výsledek |
| ---- | -------- | -------- |
| 2008 | 31.      | [ 22 ]   |
| 2009 | 7.       | [ 23 ]   |
| 2010 | 7.       | [ 24 ]   |
| 2011 | 2.       | [ 25 ]   |
| 2012 | 1.       | [ 26 ]   |
| 2013 | 2.       | [ 27 ]   |
| 2014 | 2.       | [ 28 ]   |
| 2015 | 2.       |          |
| 2016 | 4.       |          |
| 2017 | 4.       |          |

| Rok  | Výsledek | Výsledek |
| ---- | -------- | -------- |
| 2008 |          |          |
| 2009 |          |          |
| 2010 |          |          |
| 2011 | 2.       | [ 29 ]   |
| 2012 | 2.       | [ 30 ]   |
| 2013 | 3.       | [ 31 ]   |
| 2014 | 2.       | [ 32 ]   |

| Rok  | Výsledek | Výsledek |
| ---- | -------- | -------- |
| 2008 |          |          |
| 2009 |          |          |
| 2010 | 2.       | [ 38 ]   |
| 2011 | 2.       | [ 34 ]   |
| 2012 | 1.       | [ 35 ]   |
| 2013 | 1.       | [ 36 ]   |
| 2014 | 1.       | [ 37 ]   |
| 2015 | 1.       |          |

| Rok  | Výsledek | Výsledek |
| ---- | -------- | -------- |
| 2008 |          |          |
| 2009 | 1.       | [ 40 ]   |
| 2010 | Top 4    | [ 41 ]   |
| 2011 |          |          |
| 2012 | 1.       | [ 42 ]   |
| 2013 | 1.       | [ 43 ]   |

Jiné výskyty
V zastoupení čtenářů webportálu iDNES.cz, byl Klus v r. 2014 vyhodnocen za vítěze ankety o tzv. 25 objevů v české kultuře za čtvrtstoletí uplynulém od sametové revoluce.

## Politické postoje
Po ruské invazi na Ukrajinu jezdil jako dobrovolník na polsko-ukrajinskou hranici pomáhat ukrajinským uprchlíkům, pořádal koncerty pro Ukrajinu a ubytoval u sebe doma ukrajinskou rodinu s dětmi. Vystoupil na benefičním koncertě pro Ukrajinu na Letné.
Kritizoval izraelskou okupaci částečně uznaného Státu Palestina a postup Izraele během izraelsko-palestinského konfliktu, včetně páchání válečných zločinů během války Izraele s Hamásem a blokády humanitární pomoci do Pásma Gazy počátkem roku 2024. Zmínil také vysoký počet civilních obětí na palestinské straně, včetně žen a dětí, a vyjádřil nesouhlas s nekritickým postojem vlády Petra Fialy vůči Izraeli.

### Válka Izraele s Hamásem
V březnu 2024 na svém instagramovém profilu zveřejnil video týkající se války Izraele s Hamásem. Na diváky se obracel s dotazy, zda nelze postup Izraele během války v Pásmu Gazy považovat za etnickou čistku a obvinil Izrael z blokády zdrojů a humanitární pomoci Pásmu Gazy. Současně obvinil česká média, že se tématu nevěnují dostatečně a objektivně. Ve svém videu uvedl, že vzhledem ke špatné historické zkušenosti s okupací by Češi měli být v tomto „citlivější“ a česká vláda by neměla tak „vehementně a bezpodmínečně“ podporovat stát, který okupuje cizí území. Později upřesnil, že měl na mysli českou zkušenost se sovětskou okupací po roce 1968, kterou tak přirovnal k izraelské okupaci, nikoliv zkušenost s německou okupací po roce 1939.
Za svůj příspěvek se dočkal vlny kritiky. Například redaktor zpravodajského serveru Novinky.cz Luděk Fiala Klusovi vyčetl, že ve svém videu nezmínil vpád Hamásu na izraelské území, při kterém bylo zavražděno přes 1200 lidí, převážně civilistů, stejně jako opomenutí Hamásem stále držených izraelských rukojmí. Současně sepsal vlastní shrnutí novodobé historie konfliktu a poukázal na fakt, že Palestinci nikdy neměli vlastní stát. V článku zároveň vyvrátil zavádějící tvrzení, která kolují mezi protiizraelskými aktivisty. Redaktor zpravodajství iDNES.cz Matěj Nejedlý rovněž upozornil na skutečnost, že Klus nezmínil Hamás a naopak podle něj šířil dezinformace. Klus následně na Instagramu reagoval příspěvkem, ve kterém se omluvil a odsoudil říjnový teroristický útok Hamásu na Izrael. V původním videu ho dle svých slov neuvedl proto, že jeho odsouzení bral jako nezpochybnitelnou samozřejmost. Uvedl, že ale trvá na otevření odborné diskuse k humanitární krizi v Pásmu Gazy. Na kritiku redaktorů odpověděl redaktor publicistického a zpravodajského serveru Voxpot David Scharf, který kriticky zareagoval na novinářskou práci kolegů a přidal svůj vlastní komentář k probíhajícímu konfliktu. Zároveň ale upozornil, že Klus ve svém původním vyjádření sdílel mapu, která nepřesně znázornila územní vývoj Izraele a postupnou okupaci palestinských území. Samotný Klus připustil, že bylo chybou sdílet tuto mapu. Scharf také upozornil, že v jednom okamžiku se Klus o Pásmu Gazy vyjádřil jako o státu, ale to je nepřesná formulace, protože palestinský stát fakticky neexistuje a Izrael je považován za okupační mocnost na všech palestinských územích.
Klus v březnu 2024 prezentoval svůj postoj také na předávání cen Anděl. Byl mezi dvaceti umělci, kteří na místě rozvinuli transparent s nápisem „Artists for Ceasefire“ (neboli česky: „Umělci za příměří“). Umělci takto upozornili na otevřený dopis, který adresovali české vládě a prezidentovi. Dopis podepsalo 339 umělců a měl také verzi pro veřejnost. Klus na předávání cen přišel se symbolem oranžové ruky, který používá americký kolektiv herců a jiných umělců Artists4Ceasefire, kteří požadují okamžité příměří. Ruka je podle nich symbolem kolektivní pomoci k příměří. Mluvčí izraelské vlády Ofir Gendelman na sociální síti X ale poukázal na přílišnou podobnost se symbolem červené ruky připomínající zlynčování dvou izraelských vojáků palestinským davem v Rámaláhu na okupovaném Západním břehu v roce 2000. Na tuto interpretaci se odvolal i článek na serveru Novinky.cz. Factcheckingový server Snopes tuto interpretaci symbolu oranžové ruky považuje za dezinformaci.